# Artabotrys pandanicarpus
Artabotrys pandanicarpus är en kirimojaväxtart som beskrevs av Ian Mark Turner. Artabotrys pandanicarpus ingår i släktet Artabotrys och familjen kirimojaväxter. Inga underarter finns listade i Catalogue of Life.